# Jenny Blanco
Jenny Margarita Blanco Márquez (Santo Domingo, República Dominicana, 29 de abril de 1985) más conocida como Jenny Blanco, es una presentadora de televisión, modelo, actriz, diseñadora y exreina de belleza dominicana. 
Es reconocida por participar en diversos concursos de belleza en su país natal República Dominicana y por conducir el programa de televisión “De extremo a extremo” de lunes a viernes por el canal de televisión Digital Quince del Grupo Telemicro.

## Carrera

### Televisión
Empezó su carrera comunicacional conduciendo el programa “Merengala”, junto al periodista y comunicador Joseph Cáceres, más adelante formó parte del programa “Info X 2” donde conducía un segmento de carácter noticioso. En ese mismo orden pasó como locutora de noticias en Tele Canal 16. Hizo parte del programa “Ni santas, ni pecadoras”, en donde se tocaban varios temas de interés y donde compartía escenario con otras conductoras de televisión en el canal Digital Quince. 
En 2012 presentó junto a Don Francisco,  el programa Sábado Gigante, un segmento llamado “La hora joven”; en donde existían dos bandos: el femenino y el masculino, donde estos se disputaban puntos por pruebas físicas. Ese mismo año fue elegida por el programa “Noche de Luz” de Luz García como uno de “Los Cuerpos más Hot” del verano. En varias oportunidades ha logrado conducir la alfombra roja de los Premios Soberano. 
En 2011 conduce el programa diario de variedades “De extremo a extremo” junto al conductor de televisión Michael Miguel y otras figuras de la conducción en la República Dominicana.
En 2014 deja de conducir el programa en el cual se posicionó como una gran figura de la televisión, "De extremo a extremo". Empezando así el 6 de junio del mismo año la conducción del programa sabatino "Sábado extraordinario" en la misma empresa televisora Telemicro.

### Concursos de belleza
En 2009 fue candidata en el concurso Miss República Dominicana quedando en el cuadro de 12 semifinalistas, y ganándose los premios a la “Mejor Piel” y “Miss Comunicación”, por su desempeño y naturalidad frente a las cámaras.
Miss Mundo Dominicana 2012 fue el segundo concurso de belleza en el que la presentadora concursó, logrando así ganarse la corona del mismo. Sin embargo en el mismo año la franquicia de Belleza Miss Mundo cambió una regla después de su coronación, diciendo que no aceptaban candidatas mayores de 25 años, al llegar esto Jenny se vio obligada a otorgarle la corona a la primera finalista del concurso, la señorita Sally Aponte.
En 2014 Jenny decide participar en el concurso de belleza Nuestra Belleza Latina 2014, en el cual obtuvo el primer pase a la semifinal. Debido a decisiones personales la presentadora no quiso acceder a firmar el contrato, por lo que oficialmente se retiró de la competencia.

### Diseñadora
En 2013 fue el escenario para que Jenny Blanco lanzara su marca de vestidos, donde en cada uno de ellos representaba la personalidad de sus amigas y compañeras de trabajo.

## Reconocimientos
En 2014 es nombrada madrina del desfile dominicano de New York y reconocida como "La diva de Manhattan."

## Trayectoria

### Presentación
| Año       | Programa                | Canal          | Nota                                                            | País                               |
| --------- | ----------------------- | -------------- | --------------------------------------------------------------- | ---------------------------------- |
| 2006      | Merengala               | Super Canal    | Presentó este programa junto a Joseph Cáceres                   | Bandera de la República Dominicana |
| 2009      | Ni santas, ni pecadoras | Digital Quince | Presentaba un segmento de carácter informativo                  | Bandera de la República Dominicana |
| 2011-2014 | De extremo a extremo    | Digital Quince | Conducía este programa                                          | Bandera de la República Dominicana |
| 2013      | Sábado Gigante          | Univisión      | Presentó un segmento llamado “La hora joven”                    | Bandera de Estados Unidos          |
| 2014      | Camino al Soberano      | Telemicro      | Pre-gala a los Premios Soberano                                 | Bandera de la República Dominicana |
| 2014      | Sábado extraordinario   | Telemicro      | Transmitido todos los sábados en el horario de 12:00pm a 3:00pm | Bandera de la República Dominicana |

### Películas
| Año  | Título              | Personaje         | Director              | País                               |
| ---- | ------------------- | ----------------- | --------------------- | ---------------------------------- |
| 2013 | Quiero ser fiel     | Liza              | Joe Menéndez          | Bandera de la República Dominicana |
| 2015 | Todo incluido       | -                 | Roberto Ángel Salcedo | Bandera de la República Dominicana |
| 2015 | Los Paracaidistas   | -                 | Archie López          | Bandera de la República Dominicana |
| 2015 | Pueto Pa Mi         | Desconocido       | Iván Herrera          | Bandera de la República Dominicana |
| 2021 | No es lo que parece | Hermana de Juanma | David Maler           | Bandera de la República Dominicana |

### Teatro
| Año  | Obra                 | Personaje  | País                               |
| ---- | -------------------- | ---------- | ---------------------------------- |
| 2013 | Apartmento 5: El Lío | Ella Misma | Bandera de la República Dominicana |